# Хемби Бриџ (Северна Каролина)
Хемби Бриџ (енгл. Hemby Bridge) град је у америчкој савезној држави Северна Каролина.

## Демографија
По попису из 2010. године број становника је 1.520, што је 623 (69,5%) становника више него 2000. године.
| Група             | 2000.       | 2010.         |
| Белци             | 853 (95,1%) | 1.299 (85,5%) |
| Афроамериканци    | 14 (1,6%)   | 110 (7,2%)    |
| Азијати           | 8 (0,9%)    | 18 (1,2%)     |
| Хиспаноамериканци | 3 (0,3%)    | 67 (4,4%)     |
| Укупно            | 897         | 1.520         |